# Ministerstwo Kultury Słowacji
Ministerstwo Kultury Republiki Słowackiej (słow. Ministerstvo kultúry Slovenskej republiky) – urząd administracji rządowej na Słowacji, obsługujący Ministra Kultury Republiki Słowackiej. Jego siedziba znajduje się w Bratysławie.

## Kompetencje
Zgodnie z § 18 ustawy 575/2001, do zakresu obowiązków Ministerstwa Kultury należą:
- język urzędowy
- ochrona funduszu zabytków, dziedzictwa kulturowego i bibliotekarstwa
- sztuka
- ochrona praw autorskich
- działalność kulturalno-oświatowa i twórczość ludowa
- prezentacja kultury słowackiej za granicą
- stosunki z kościołami i stowarzyszeniami wyznaniowymi
- promowanie kultury mniejszości narodowych